# ゴードン・キャロル
チャールズ・ゴードン・キャロル3世（Charles Gordon Carroll III, 1928年2月2日 - 2005年9月20日）は、アメリカ合衆国の映画プロデューサーである。『エイリアン』シリーズのプロデューサーの1人であり、デヴィッド・ガイラーとウォルター・ヒルと共にその製作会社であるブランディワイン・プロダクションズを設立したことで知られる。

## 生い立ちとキャリア
ニューヨークで育ったキャロルは文学好きの父親の影響を受けた。彼はプリンストン大学で広告を学び、朝鮮戦争で中尉として兵役に就いた後、マンハッタンに戻ってフット、コーン&ベルディングで広告業界に入った。1965年に『女房の殺し方教えます』の製作総指揮を務めて映画界でのキャリアが始まる。以後、『暴力脱獄』（1967年）、『エイリアン』シリーズ（1979年-1997年）、『ブルーサンダー』（1983年）、『レッドブル』（1988年）などをプロデュースした。

## 死去
2005年9月20日にカリフォルニア州ロサンゼルスで心筋梗塞により77歳で亡くなった。

## フィルモグラフィ
| 年   | タイトル                                                    | クレジット | 備考 |
| ---- | ----------------------------------------------------------- | ---------- | ---- |
| 1965 | 女房の殺し方教えます How to Murder Your Wife                | 製作総指揮 |      |
| 1967 | Luv                                                         | 製作総指揮 |      |
| 1967 | 暴力脱獄 Cool Hand Luke                                     | 製作       |      |
| 1969 | 幸せはパリで The April Fools                                | 製作       |      |
| 1973 | ビリー・ザ・キッド/21才の生涯 Pat Garrett and Billy the Kid | 製作       |      |
| 1979 | エイリアン Alien                                            | 製作       |      |
| 1983 | ブルーサンダー Blue Thunder                                 | 製作       |      |
| 1986 | タッチ・ダウン'90 The Best of Times                         | 製作       |      |
| 1986 | エイリアン2 Aliens                                          | 製作総指揮 |      |
| 1988 | レッドブル Red Heat                                         | 製作       |      |
| 1992 | エイリアン3 Alien 3                                         | 製作       |      |
| 1997 | エイリアン4 Alien Resurrection                              | 製作       |      |
| 2004 | エイリアンVSプレデター Alien vs. Predator                   | 製作       | 遺作 |